# 英国海外航空781便墜落事故
英国海外航空781便墜落事故（えいこくかいがいこうくう781びんついらくじこ、BOAC Flight 781）は、1954年1月10日にイタリア・エルバ島沖のティレニア海上空で発生した航空事故である。
世界最初の実用的ジェット旅客機であるイギリスのデハビランド コメットで運航されていた英国海外航空781便（イギリス領シンガポール発ロンドン行）が、飛行中に空中分解して墜落した。同時期、コメットに存在した技術上の欠陥によって発生した航空事故（コメット連続墜落事故）の1つである。

## 事故の概要

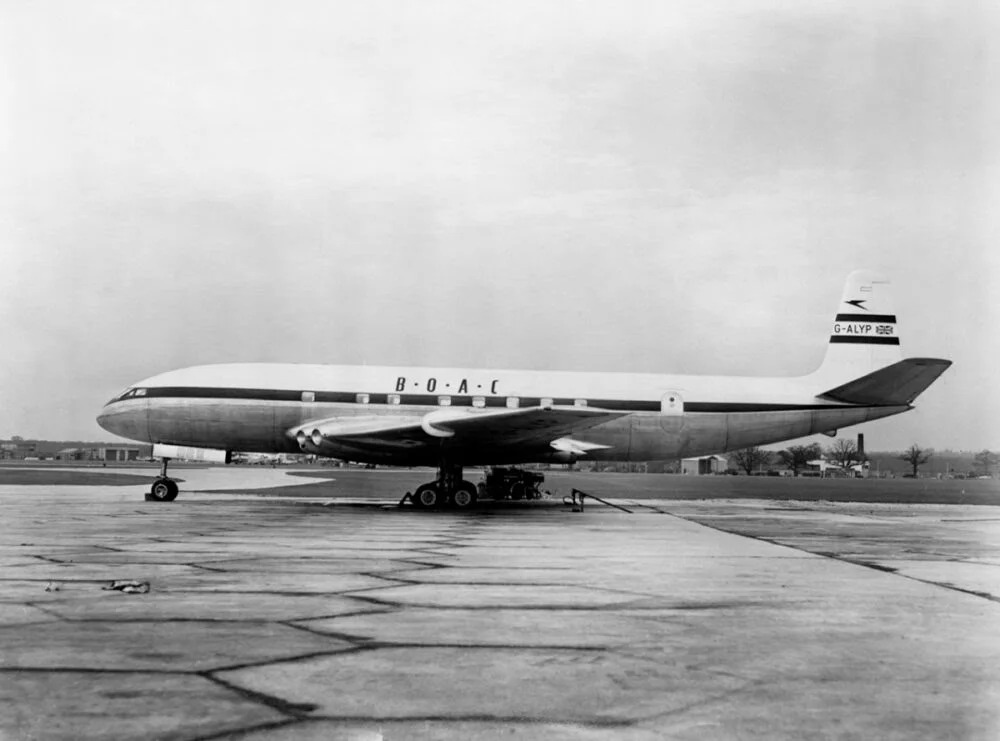
事故機（G-ALYP）

1954年1月10日、英国海外航空（現・ブリティッシュ・エアウェイズ）所属コメット3号機 "ヨーク・ピーター"（York Peter）（機体記号G-ALYP）は781便として、シンガポールからロンドンへ向けて飛行していた。経由地であるローマのチャンピーノ空港を世界時9時34分（現地時間10時34分）に離陸した。同便には乗員6名（操縦乗員と客室乗務員3名ずつ）と乗客29名（うち子供10名）が搭乗していた。またヨーク・ピーターは1952年5月に世界最初の定期ジェット旅客機として就航した輝かしい機体であった。
世界時9時50分ごろに管制塔へ定期通信を入れた後、781便の11分前にローマを離陸して付近を飛行していた同僚の "アーゴノート" 機531便（カナディア製DC-4, 機体記号G-ALHJ、コールサイン"How Jig"）と気象条件情報交換のため無線通信をしていた。世界時9時52分頃、781便のアラン・ギブソン機長（当時31歳）のメッセージが、“George How Jig, did you get my...”（531便、そちらに私の…）と言ったところで途切れてしまった。この時781便は地中海のエルバ島上空26,500フィート（8,077 m）を巡航していたが、この瞬間にヨーク・ピーターの前側胴体天井外壁に設置されていたADF（自動方向探知器）アンテナの穴のフレームより亀裂が爆発的に広がり、破壊が胴体後部、機首、主翼の順に起きたため、あっという間に空中分解してバラバラとなった残骸が炎や煙に包まれて海上に落下して行った。
この時、爆発を目撃したエルバ島の漁師達が船で現場へ急行したが、生存者を発見することは出来なかった。この事故で35名全員が死亡した（そのうち遺体が回収されたのは15名）。この事故の犠牲者の中には、オーストラリア出身のBBCとABC記者チェスター・ウィルモットも含まれていた。現在、エルバ島には事故犠牲者慰霊塔が立てられている。
なお、この事故でコメットは一時的に飛行停止となったが、問題個所とされた部分を改修した後に飛行は再開された。しかし、再開直後の4月に同型のコメットが墜落する事故が発生し、耐空証明が取消され、再度飛行停止措置が取られた。

## 事故原因

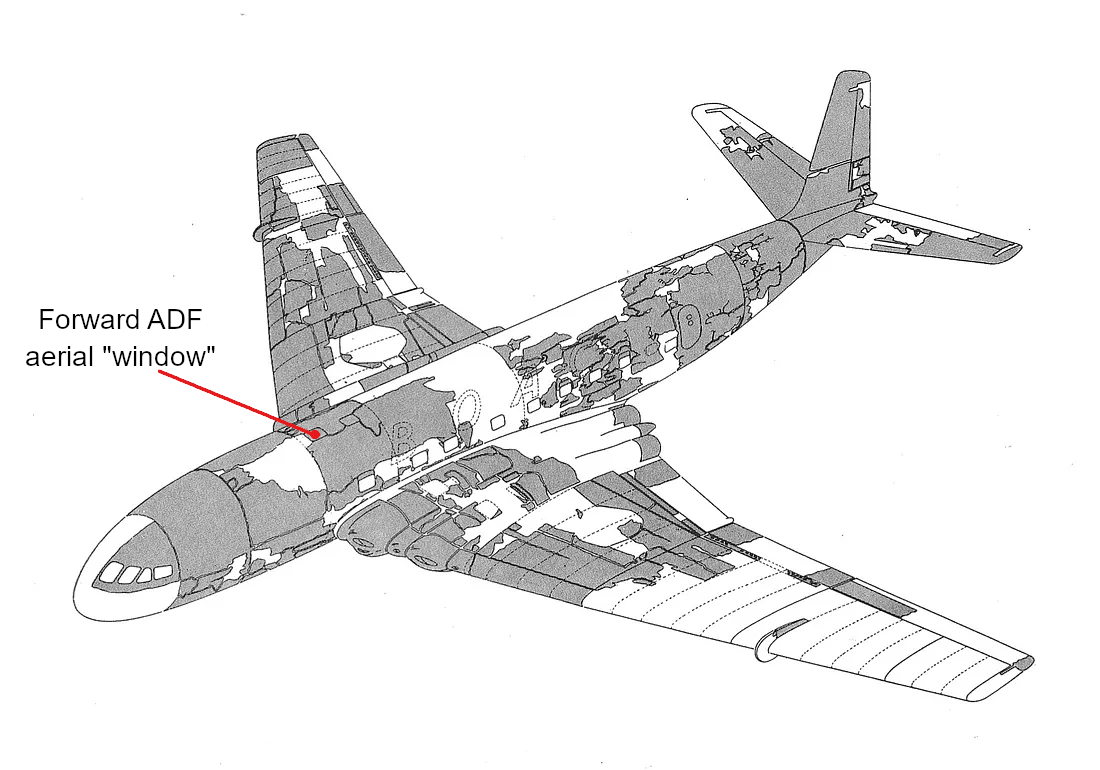
回収・復元されたコメット機残骸。矢印にあるのが事故発端となったADFアンテナ

原因究明のために、通称「エルバ島作戦」とよばれる大規模な残骸の回収作業がイギリス海軍によって行われた。またイギリスのロイヤル・エアクラフト・エスタブリッシュメント (RAE) で残骸の復元作業が行われたり、与圧された胴体が外壁の疲労で破壊された可能性が指摘されたため、巨大な水槽を建造してその中に実際にコメットの胴体を沈め、水圧を掛ける事で地上で人工的な与圧状態を作り出すという極めて大がかりな実験が行われた。
その結果実際には低い強度しかなかったことが判明した。そのため最終的にはコメットには当時の航空工学では判明していなかった設計上の瑕疵により、与圧された胴体の繰返し変形による金属疲労が原因で空中分解事故を起こしたと断定された。そのため、事故機と同型機コメット1は永久飛行停止措置が取られ、就航から僅か2年余りで退役することとなった。